# Casteldaccia
Casteldaccia ist eine Stadt und Gemeinde der Metropolitanstadt Palermo in der Region Sizilien in Italien mit 11.690 Einwohnern (Stand 31. Dezember 2023).

## Lage und Daten
Casteldaccia liegt 23 km südöstlich von Palermo an der Küste des Mittelmeers. Die Einwohner arbeiten hauptsächlich in der Industrie und der Landwirtschaft (Wein, Zitrusfrüchte).
Mit der Autobahnauffahrt Casteldaccia hat der Ort eine Verbindung zur Autobahn A19/E90. Der Ort liegt an der Bahnstrecke Palermo–Agrigent/Porto Empedocle.
Die Nachbargemeinden sind Altavilla Milicia, Baucina, Bolognetta, Caccamo, Misilmeri, Santa Flavia, Trabia und Ventimiglia di Sicilia.

## Geschichte
Casteldaccia hat den Status einer selbständigen Gemeinde seit 1854, die Existenz von Casalia ist jedoch seit arabischer und normannischer Zeit wahrscheinlich, zumal an der Grenze zur Nachbargemeinde Altavilla Milicia S. Maria di Campogrosso schon für die Normannenzeit dokumentarisch nachweisbar ist. Archäologische Einzelfunde aus der Contrada Ciandro konnten in ihrem Fundzusammenhang nicht wissenschaftlich untersucht werden. Das Toponym weist darauf hin, dass der Cantor der Capella Palatina hier Land besaß.

## Sehenswürdigkeiten
- Pfarrkirche aus dem 18. Jahrhundert
- Palastturm aus dem 18. Jahrhundert (Kastell der Familie Salaparuta)

## Wirtschaft
In Casteldaccia gibt es eine Weinkellerei sowie eine Teigwaren- und eine Speiseölfabrik von regionaler Bedeutung. Gründer der Kellerei war der Herzog Edoardo di Salaparuta 1824. Heute gehört Vini Corvo gemeinsam mit dem Marsalaproduzenten Florio zur ILLVA Saronno Holding, die nach eigenen Angaben in einem Fünfjahresplan rund 30 Millionen € in Modernisierung und Ausbau der Produktionsstätten und in den Ankauf von Anbaugebieten investiert.
Im Sommer finden zahlreiche Palermitaner eine Ferienunterkunft in der Gemeinde, die dadurch die Zahl ihrer Bewohner nahezu verdoppeln kann. Dies war schon um 1900 ähnlich, wovon eine Reihe von Jugendstilvillen (Liberty) zeugen.
Zu den lokalen Spezialitäten gehört, wie vielerorts in Sizilien, auch Buccellato. Seit 2002 findet im Kastell alljährlich eine Sagra del buccellato statt.

## Söhne und Töchter
- Vincenzo Manzella (* 1942), emeritierter römisch-katholischer Bischof von Cefalù